# سیتی نورهالیز
سیتی نورهالیزا بنت تارودین (متولد ۱۱ ژانویه ۱۹۷۹) خواننده و بازرگان مالزیایی است. تا به امروز، وی تقریباً ۳۰۰ جایزه محلی و بین‌المللی کسب کرده‌است. او پس از برنده شدن در یک مسابقه محبوب آواز محلی، اولین کار خود را انجام داد در ۱۹۹۵ هنگامی که تنها ۱۶ سال داشت برنده جایزه شد. اولین ترانه او با نام " جرات پرچینتان "، برنده یازدهمین آنجاهرا جوارا لاگو و دو جایزه دیگر برای بهترین عملکرد و بهترین تصنیف شد. این آلبوم از سال ۲۰۰۵، تنها در مالزی به بیش از ۸۰۰۰۰۰ عدد فروخته شده‌است. وی در حرفه خود به چندین زبان ضبط شده و از جمله مالزیایی، جاوایی، انگلیسی، ماندارین، عربی، اردو، و ژاپنی ضبط انجام داده و آواز خوانده‌است.
در طول حرفه خود، سیتی تعداد بی‌سابقه ای از جوایز موسیقی در مالزی و کشورهای همسایه را دریافت کرده‌است: او همچنین یکی از پرفروش‌ترین هنرمندان مالزی است، به عنوان مثال، فروش آلبوم‌های وی به تنهایی در ۱۰ درصد از کل فروش آلبوم مالزی در سال ۲۰۰۱ کمک کرده‌است. تا به امروز، او بیش از ۶ میلیون رکورد فروش داشته‌است.
در مرحله بین‌المللی، سیتی در جشنواره موسیقی شانگهای آسیا در سال ۱۹۹۹ برندهٔ جوایز طلای آسیا در جشنواره موسیقی جدید آسیا در سال ۱۹۹۹ شد، دو جایزه از 'مسابقه بین‌المللی آهنگ و آواز بین‌المللی اقیانوس آرام جنوبی ۱۹۹۹' که در گلد کوست، کوئینزلند، استرالیا برگزار شد را نیز دریافت کرده‌است. و عنوان قهرمان گرندپری قهرمان صدای آسیا در سال ۲۰۰۲ در آلماتی، قزاقستان برگزار شد را کسب کرد.
او علاوه بر جوایز موسیقی، دستاوردهای مختلف دیگری نیز دارد. در سال ۱۹۹۸، سیتی در مراسم اختتامیه بازی‌های مشترک‌المنافع سال ۱۹۹۸ در مقابل ملکه الیزابت دوم و دفتر نمایندگان دیپلماتیکِ وی، شاهزاده فیلیپ، در میان سایر مقامات و مقامات ۷۰ کشور از اتحادیه کشورهای مشترک‌المنافع برای اجرا انتخاب شد. در سال ۲۰۰۵، سیتی به عنوان اولین خواننده آسیای جنوب شرقی و سومین خواننده آسیایی انتخاب شد که در حالی که از طرف ارکستر سمفونیک لندن حمایت می‌شود، یک کنسرت انفرادی را در رویال آلبرت هال، لندن اجرا کرد. وی در فهرست بهترین هنرمندان موسیقی آسیا و بزرگترین کانال هنرمندان آسیا در سال ۲۰۰۵ توسط MTV Asia در رتبه دوم قرار گرفت. در سال ۲۰۰۸، توسط شبکه خبر آسیا به عنوان یکی از بتهای آسیا معرفی شد. موفقیت وی در منطقه آسیا عناوین افتخاری از جمله " صدای آسیا " و " سلین دیون آسیا " را به دست آورد.

## اوایل زندگی

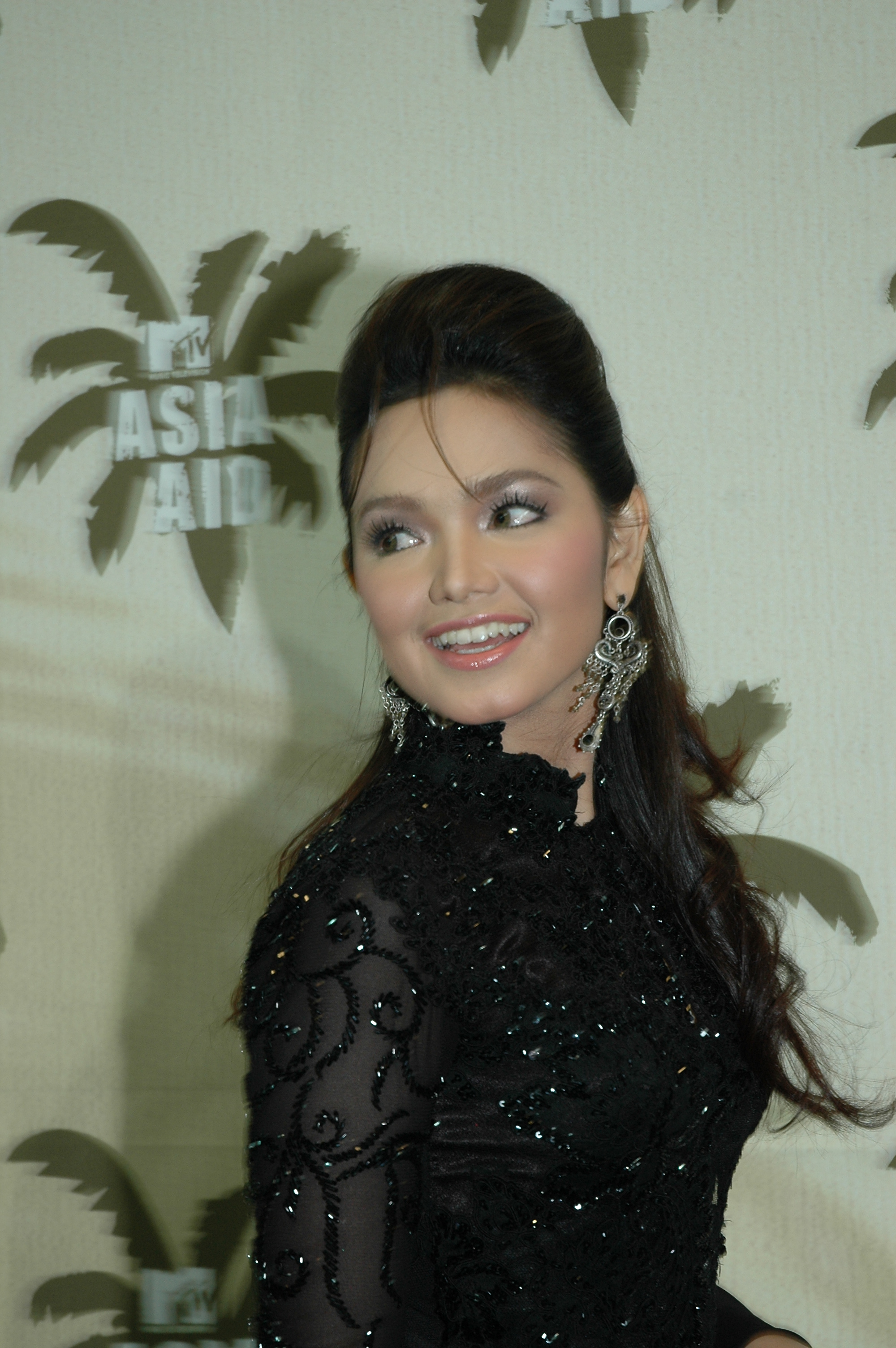
سیتی نورهالیز در ۳ فوریه ۲۰۰۵ در مراسم فرش قرمز MTV Asia Aid 2005 در بانکوک شرکت کرد.

سیتی نورهالیز در ۱۱ ژانویه سال ۱۹۷۹ در بیریکپولیس کامپونگ آاه در تمرلوح، پاهانگبه دنیا آمد و پنجمین فرزند در خانواده هشت نفریشان بود. او از خانواده ای دوستدار موسیقی آمده‌است. برادرش، سعید بهری تارودین، و خواهرانش، سیتی نورسیدا و سیتی سائرا نیز خواننده هستند. پدربزرگ وی نوازنده مشهور ویولن بود و مادرش در گذشته خواننده سنتی محلی بود.

## حرفه

### سالهای (۱۹۹۵–۱۹۹۵)
خانواده او در بسیاری از مراسم‌های محلی در زادگاهش، مانند عروسی‌ها و مراسم‌های عمومی برنامه اجرا می‌کردند. در سن ۱۲ سالگی، سیتی شروع به یادگیری آهنگ‌های سنتی از مادرش کرد و در مراسم‌ها و رویدادهای خاص به اجرای همان ژانر موسیقی می‌پرداخت.

### سال‌های (۱۹۹۷–۱۹۹۸)
در سال ۱۹۹۷، سیتی هنگامی که داستان او در یکی از محبوب‌ترین مجلات در اندونزی، POS Kota، در نسخه آوریل ۱۹۹۷ منتشر شد به یک چهره شناخته شده در صنعت موسیقی اندونزی تبدیل شد. وی به عنوان چهره ای شگفت‌انگیز مورد توجه قرار گرفت. گفته می‌شود سیتی اولین خواننده مالزیایی است که یک کنسرت زنده را در Indosiar برگزار کرد، یک ایستگاه تلویزیونی محبوب در اندونزی که در سراسر کشور از تلویزیون پخش شد. او به یکی از تأثیرگذارترین هنرمندان اندونزی تبدیل شده‌است.

## زندگی شخصی
در ۱۷ ژوئیه ۲۰۰۶، پس از ماه‌ها گمانه زنی از سوی رسانه‌ها، سیتی و نامزدش، دیتوک خالد در یک کنفرانس مطبوعاتی اعلام کرد که عروسی آنها در ۲۱ اوت برگزار می‌شود. برنامه وی برای ازدواج با داتوک خالد باعث انتقاد و عصبانیت شد، زیرا او قصد داشت با یک فرد طلاق گرفته با ۴۷ سن و چهار فرزند ازدواج کند

## جوایز و افتخارات
- ۴۲ آنجاهرا اینداستری موزیک
- ۲۵ آنجاهرا بینتانگ پاپولار
- ۲۷ آنجاهرا پلنت موزیک
- ۲۰ آنجاهرا جوارا لاگو
- چهار جوایز ام‌تی‌وی آسیا
- سه جایزه موسیقی ملل
- دو آنجاهرا موزیک
- دو رکورد در کتاب رکوردهای مالزی

او با داشتن ۱۷ آلبوم استودیویی، یکی از محبوب‌ترین هنرمندان در منطقه مجمع الجزایر مالایی و منطقه نوسانتارا است. در حال حاضر، او به عنوان یکی از ثروتمندترین، با نفوذترین، برنده جوایز و تک تولیدکننده‌ترین هنرمندان مالزی معرفی شده‌است.

## دیسکوگرافی
| آلبوم‌های استودیویی - ۱۹۹۶: Siti Nurhaliza I - ۱۹۹۷: Siti Nurhaliza II - ۱۹۹۷: Cindai - ۱۹۹۸: Adiwarna - ١٩٩٩: Seri Balas - ۱۹۹۹: Pancawarna - ۲۰۰۰: Sahmura - ۲۰۰۱: Safa - ۲۰۰۲: Sanggar Mustika - ۲۰۰۳: E.M.A.S - ٢٠٠٣: Anugerah Aidilfitri - ۲۰۰۴: Prasasti Seni - ۲۰۰۶: Transkripsi - ۲۰۰۷: Hadiah Daripada Hati - ۲۰۰۸: Lentera Timur - ۲۰۰۹: Tahajjud Cinta - ۲۰۱۴: Fragmen - ۲۰۱۷: SimetriSiti | آلبوم‌های استودیویی - ۲۰۱۱: All Your Love آلبوم تلفیقی مالایی، انگلیسی و ماندارین - ۲۰۱۰: Siti & Friends |